# Campionati europei di 470 1968
I Campionati europei di 470 1968 si sono svolti a Palamós, in Spagna, dal 2 al 6 agosto 1968.

## Podi
| Evento   | Oro                             | Argento                       | Bronzo                                           |
| 470 Open | Francia Marc Bouet Joël Desbois | Francia Yves Pajot Marc Pajot | Francia Jean-Louis Brehant Jean-François Brehant |

## Medagliere
| Posiz. | Nazione | Oro | Argento | Bronzo | Totale |
| ------ | ------- | --- | ------- | ------ | ------ |
| 1      | Francia | 1   | 1       | 1      | 3      |
| Totale | Totale  | 1   | 1       | 1      | 3      |